# Liste des pièces de collection espagnoles en euro
Une pièce de collection espagnole en euro est une pièce de monnaie libellée en euro et émise par l'Espagne mais qui n'est pas destinée à circuler.  Elle est principalement destinée aux collectionneurs.
L'article 81 de l'article de loi 42/1194 du 30 décembre, amendé par l'article 62/2003 du 23 décembre, définit les pièces commémoratives et de collection et autorise la Real Casa de la Moneda à les frapper et à les vendre. L'émission de ces pièces doit correspondre soit à une finalité culturelle ou artistique soit à la commémoration d'un évènement.

## Caractéristiques de pièces espagnoles de collection
L'Espagne émet chaque année de nombreuses pièces de collection. Ces émissions, composées de pièces de valeurs différentes (de 10 euros, de 12 euros, de 20 euros, de 50 euros, de 100 euros, de 200 euros, de 300 euros et de 400 euros) sont articulées sur plusieurs séries. 
C'est l'atelier Real Casa de la Moneda qui est chargé de la frappe de ces monnaies.
Les caractéristiques de chaque émission sont spécifiées par ordre ministériel, quant au moment de l'émission, au volume et cela sous réserve des conditions fixées par les recommandations de la commission européenne (29 septembre 2003)
| Valeur | Composition   | Diamètre | Poids    | Remarques                         |
| ------ | ------------- | -------- | -------- | --------------------------------- |
| 10 €   | Ag 925        | 40,0 mm  | 27,00 g  | Pièce de huit (Pièce de 8 réales) |
| 12 €   | Ag 925        | 33,0 mm  | 18,00 g  |                                   |
| 20 €   | Au 999        | 13,9 mm  | 1,24 g   | Pièce de 1/2 escudo               |
| 50 €   | Ag 925        | 73,0 mm  | 168,75 g | Pièce de 1 sequin                 |
| 100 €  | Au 999        | 23,0 mm  | 6,75 g   | Pièce de 2 escudos                |
| 200 €  | Au 999        | 30,0 mm  | 13,50 g  | Pièce de 4 escudos                |
| 300 €  | Au 999/Ag 925 | 40,0 mm  | 28,80 g  | monnaie bimétallique dodécagonale |
| 400 €  | Au 999        | 38,0 mm  | 27,00 g  | Pièce de 8 escudos                |

## Nombre d'émissions par année
| Année                   | Nombre de valeurs |    | Composition | Composition | Composition |       | Valeur faciale | Valeur faciale | Valeur faciale | Valeur faciale | Valeur faciale | Valeur faciale | Valeur faciale | Valeur faciale | Valeur faciale |
| Année                   | Nombre de valeurs | Or | Argent      | Autres      | 400 €       | 300 € | 200 €          | 100 €          | 50 €           | 20 €           | 12 €           | 10 €           |                |                |                |
| ----------------------- | ----------------- | -- | ----------- | ----------- | ----------- | ----- | -------------- | -------------- | -------------- | -------------- | -------------- | -------------- | -------------- | -------------- | -------------- |
| 2002                    | 14                | 2  | 12          |             | 1           |       | 1              |                | 1              |                | 1              | 10             |                |                |                |
| 2003                    | 13                | 3  | 10          |             |             |       | 2              | 1              | 1              |                | 1              | 8              |                |                |                |
| 2004                    | 18                | 5  | 13          |             | 1           |       | 3              | 1              | 2              |                | 2              | 9              |                |                |                |
| 2005                    | 13                | 3  | 9           | 1           | 1           | 1     | 2              |                | 1              |                | 1              | 7              |                |                |                |
| 2006                    | 10                | 2  | 7           | 1           | 1           | 1     | 1              |                | 1              |                | 1              | 5              |                |                |                |
| 2007                    | 15                | 4  | 11          |             | 1           |       | 2              |                | 2              | 1              | 1              | 8              |                |                |                |
| 2008                    | 5                 | 1  | 4           |             |             |       |                |                |                | 1              | 1              | 3              |                |                |                |
| 2009                    | 3                 | 1  | 2           |             |             |       |                |                |                | 1              | 1              | 1              |                |                |                |
| Total                   | 0                 |    | 0           | 0           | 0           |       | 0              | 0              | 0              | 0              | 0              | 0              | 0              | 0              |                |
| \| - Pièces frappées \| |                   |    |             |             |             |       |                |                |                |                |                |                |                |                |                |
| - Pièces frappées       |                   |    |             |             |             |       |                |                |                |                |                |                |                |                |                |

## Émissions en 2002
| Pièce de 10 € | Pièce de 10 € | Pièce de 10 € |                                                                                           |
| ------------- | --- | --- | ----------------------------------------------------------------------------------------- |
|               | ECO/931/2002 | ECO/931/2002 | Présidence de l'Union européenne.                                                         |
|               | Avers | le profil du roi d'Espagne, Juan Carlos Ier d'Espagne, avec la mention JUAN CARLOS I REY DE ESPAÑA et le millésime 2002.                                            |                                                                                           |
| Revers        | La carte des pays de l'Union européenne avec la mention PRESIDENCIA DE LA UNIÓN EUROPEA et ESPAÑA 2002 et la valeur faciale 10 EURO                                                               | |                                                                                           |
| Artiste       | Luis José Diaz | |                                                                                           |
| Pièce de 10 € | | |                                                                                           |
|               | ECO/933/2002 | ECO/933/2002 | XIXes Jeux olympiques d'hiver de Salt Lake City.                                          |
|               | Avers | le profil du roi d'Espagne, Juan Carlos Ier d'Espagne, avec la mention JUAN CARLOS I REY DE ESPAÑA et le millésime 2002                                             |                                                                                           |
| Revers        | un skieur de cross-country avec dans la partie supérieure, un cristal de neige, la marque de la Real Casa de la Moneda, la légende JUEGOS OLÍMPICOS DE INVIERNO 2002 et la valeur faciale 10 EURO | |                                                                                           |
| Artiste       | Begoña Castellanos | |                                                                                           |
| Pièce de 10 € | | |                                                                                           |
|               | ECO/935/2002 | ECO/935/2002 | Coupe du monde de football de 2002 au Japon et en Corée du Sud (31 mai au 30 juin 2002).. |
|               | Avers | un joueur en train de shooter sur le ballon dans une lettre O et les mentions MUNDIAL DE FÚTBOL 2002 et ESPAÑA avec le logo de la Fédération espagnole de Football. |                                                                                           |
| Revers        | un ballon de football devant un but, la valeur faciale 10 EURO et la marque de la monnaie espagnole.                                                                                              | |                                                                                           |
| Artiste       | Luis José Diaz | |                                                                                           |
| Pièce de 10 € | | |                                                                                           |
|               | ECO/935/2002 | ECO/935/2002 | Coupe du monde de football de 2002 au Japon et en Corée du Sud (31 mai au 30 juin 2002).. |
|               | Avers | un gardien sautant vers le ballon dans une lettre L et les mentions MUNDIAL DE FÚTBOL 2002 et ESPAÑA avec le logo de la Fédération espagnole de Football.           |                                                                                           |
| Revers        | un gant de gardien, la valeur faciale 10 EURO et la marque de la monnaie espagnole. | |                                                                                           |
| Artiste       | Alfonso Morales | |                                                                                           |

## Pièces de 10 euros

### Pièces de 10 euros de 2002
|  | - Année internationale – l'architecte Antoni Gaudí i Cornet. - Le buste d'Antoni Gaudi est représenté sur l'avers, avec les mentions AÑO INTERNACIONAL, GAUDÍ et ESPAÑA. - le Parc Güell sur le revers avec les textes PARQUE GÜELL et la valeur faciale 10 EURO ainsi que la marque de la monnaie espagnole et le logo de l'année internationale Gaudi. - auteur de l'avers et du revers : Begoña Castellanos - Tirage : 25 000 exemplaires - Émission selon la loi ECO/932/2002 dans le Bulletin Officiel de l'État du 17 avril 2002.                                 |
|  | - Année internationale – l'architecte Antoni Gaudí i Cornet. - Le buste d'Antoni Gaudi est représenté sur l'avers, avec les mentions AÑO INTERNACIONAL, GAUDÍ et ESPAÑA. - la Casa Milà sur le revers avec les textes CASA MILÀ, la période de construction 1906-1910 et la valeur faciale 10 EURO ainsi que la marque de la monnaie espagnole et le logo de l'année internationale Gaudi. - auteur de l'avers et du revers : Garcilaso Rollán - Tirage : 25 000 exemplaires - Émission selon la loi ECO/932/2002 dans le Bulletin Officiel de l'État du 17 avril 2002. |
|  | - Année internationale – l'architecte Antoni Gaudí i Cornet. - Le buste d'Antoni Gaudi est représenté sur l'avers, avec les mentions AÑO INTERNACIONAL, GAUDÍ et ESPAÑA. - El Capricho sur le revers avec les textes EL CAPRICHO et la valeur faciale 10 EURO ainsi que la marque de la monnaie espagnole et le logo de l'année internationale Gaudi. - auteur de l'avers et du revers : Garbine Lopez - Tirage : 25 000 exemplaires - Émission selon la loi ECO/932/2002 dans le Bulletin Officiel de l'État du 17 avril 2002.                                         |
|  | - Bicentenaire de l'incorporation de l'île de Minorque à la couronne espagnole. - L'avers représente les profils des souverains d'Espagne avec la mention JUAN CARLOS I Y SOFÍA et le millésime 2002. - Sur le revers, une composition réalisée à partir d'une peinture de Giuseppe Chiesa (es) sur la reddition de l'île, avec les légendes MENORCA 1802-2002 et ESPAÑA. - auteur du revers : Luis José Diaz - Tirage autorisé : 30 000 exemplaires - Émission selon la loi ECO/934/2002 dans le Bulletin Officiel de l'État du 17 avril 2002.                         |
|  | - Centenaire de la naissance du poète Luis Cernuda. - L'avers représente le profil du roi Juan Carlos I, avec la mention JUAN CARLOS I REY DE ESPAÑA et le millésime 2002. - Sur le revers, un buste de Luis Cernuda avec en légende, les dates 1902 - 2002, le nom de l'artiste Luis Cernuda et la valeur faciale, 10 EURO. - auteur du revers : Alfonso Morales - Tirage autorisé : 25 000 exemplaires - Émission selon la loi ECO/3059/2002 dans le Bulletin Officiel de l'État du 25 novembre 2002.                                                                 |
|  | - Centenaire de la naissance du poète Rafael Alberti. - L'avers représente le profil du roi Juan Carlos I, avec la mention JUAN CARLOS I REY DE ESPAÑA et le millésime 2002. - Sur le revers, un buste de Rafael Alberti avec en légende, les dates 1902 - 2002, le nom de l'artiste Rafael Alberti et la valeur faciale, 10 EURO. - auteur du revers : Esther Gonzalez - Tirage autorisé : 25 000 exemplaires - Émission selon la loi ECO/3057/2002 dans le Bulletin Officiel de l'État du 25 novembre 2002.                                                           |

### Pièces de 10 euros de 2003
|  | - 25e anniversaire de la constitution espagnole (6 décembre 1978). - L'avers représente les profils des souverains d'Espagne avec la mention JUAN CARLOS I Y SOFÍA et le millésime 2003. - Sur le revers, figure une partie du fronton du Palais des Congrès avec la mention CONSTITUCIÓN ESPAÑOLA, les dates 1978 et 2003 et la valeur faciale, 10 EURO. - Auteur de la pièce : - Tirage autorisé : 30 000 exemplaires - Émission selon la loi ECO/2651/2003 dans le Bulletin Officiel de l'État du 24 septembre 2003.                                                                                  |
|  | - Coupe du monde de football de 2006 en Allemagne. - L'avers représente le profil du roi Juan Carlos I, avec la mention JUAN CARLOS I REY DE ESPAÑA et le millésime 2003. - Sur le revers, un gardien de but sautant pour bloquer une balle avec la légende COPA MUNDIAL DE LA FIFA ALEMANIA 2006 et la valeur faciale, 10 EURO. - Auteur de la pièce : - Tirage autorisé : 50 000 exemplaires - Émission selon la loi ECO/3417/2003 dans le Bulletin Officiel de l'État du 26 novembre 2003. |
|  | - Premier anniversaire de l'euro. - L'avers représente les profils des souverains d'Espagne avec la mention JUAN CARLOS I Y SOFÍA et le millésime 2003. - Sur le revers, l'enlèvement d'Europe par un taureau et la valeur faciale 10 EURO. - Auteur de la pièce : - Tirage autorisé : 50 000 exemplaires - Émission selon la loi ECO/319/2003 dans le Bulletin Officiel de l'État du 10 février 2003. |
|  | - 500 ans de la naissance de Miguel López de Legazpi, explorateur qui a colonisé les Philippines et fondé la capitale, Manille. - L'avers représente le profil du roi Juan Carlos I, avec la mention JUAN CARLOS I REY DE ESPAÑA et le millésime 2003. - Le revers reproduit le portrait de Legazpi, peint par l'artiste philippin Juan Luna, devant un navire d'époque avec la légende MIGUEL LÓPEZ DE LEGAZPI et la valeur faciale 10 EURO. - Auteur de la pièce : - Tirage autorisé : 25 000 exemplaires - Émission selon la loi ECO/318/2003 dans le Bulletin Officiel de l'État du 10 février 2003. |
|  | - Dixième championnats de la Fédération internationale de natation (FINA) à Barcelone. - L'avers représente le profil du roi Juan Carlos I, avec la mention JUAN CARLOS I REY DE ESPAÑA et le millésime 2003. - Le revers figure un nageur en pleine action, avec la légende X FINA CAMPEATOS DEL MUNDO DE NATACIÓN et BARCELONA 03 - Auteur de la pièce : - Tirage autorisé : 30 000 exemplaires - Émission selon la loi ECO/1467/2003 dans le Bulletin Officiel de l'État du 28 mai 2003. |
|  | - 75e anniversaire du bateau école de la marine espagnole le Juan Sebastián Elcano. - L'avers représente le profil du roi Juan Carlos I, avec la mention JUAN CARLOS I REY DE ESPAÑA et le millésime 2003. - Le revers représente le bateau en pleine mer, la légende 75 ANIVERSARIO DE "ELCANO" et la valeur faciale de 10 EURO. - Auteur de la pièce : - Tirage autorisé : 50 000 exemplaires - Émission selon la loi ECO/1468/2003 dans le Bulletin Officiel de l'État du 28 mai 2003. |

### Pièces de 10 euros de 2004
|  | - 500 ans de la naissance d'Isabelle Ire de Castille ou Isabelle la Catholique. - L'avers représente les profils des souverains d'Espagne avec la mention JUAN CARLOS I Y SOFÍA et le millésime ESPAÑA 2004. - Le revers représente un portrait de la reine Isabelle de Castille, repris à partir d'une œuvre anonyme située dans le musée naval de Madrid, la légende ISABEL I DE CASTILLA, les dates 1451-1504, son monogramme, un Y couronné et la valeur faciale de 10 EURO. - Auteur de la pièce : - Tirage : 20 000 exemplaires - Émission selon la loi EHA/3233/2004 dans le Bulletin Officiel de l'État du 30 septembre 2004. |
|  | - Coupe du monde de football de 2006 en Allemagne, deuxième émission. - L'avers représente le profil du roi Juan Carlos I, avec la mention JUAN CARLOS I REY DE ESPAÑA et le millésime 2004. - Le revers représente une main gantée de gardien arrêtant un ballon avec la légende COPA MUNDIAL DE LA FIFA - ALEMANIA - 2006 et la valeur faciale, 10 EURO. - Auteur de la pièce : - Tirage autorisé : 50 000 exemplaires - Émission selon la loi EHA/3232/2004 dans le Bulletin Officiel de l'État du 30 septembre 2004. |
|  | - Jeux olympiques d'été de 2004 d'Athènes. - L'avers représente les profils des souverains d'Espagne avec les mentions JUAN CARLOS I Y SOFIA et ESPAÑA 2004. - Le revers représente un athlète pratiquant la course d'obstacles devant une carte du monde avec la légende JUEGOS OLÍMPICOS 2004 et la valeur faciale, 10 EURO. - Auteur de la pièce : - Tirage autorisé : 30 000 exemplaires - Émission selon la loi EHA/1280/2004 dans le Bulletin Officiel de l'État du 4 mai 2004. |
|  | - Jubilé de Saint-Jacques-de-Compostelle, Xacobeo 2004. - L'avers représente les profils des souverains d'Espagne avec les mentions JUAN CARLOS I Y SOFIA et ESPAÑA 2004. - Sur le revers figure l'apôtre Jean tel qu'il figure sur la porte de la gloire de la cathédrale de Saint-Jacques de Compostelle. À sa droite, la légende XACOBEO 2004 une coquille vieira et la valeur faciale, 10 EURO. - Auteur de la pièce : - Tirage autorisé : 20 000 exemplaires - Émission selon la loi EHA/1281/2004 dans le Bulletin Officiel de l'État du 4 mai 2004.                                                                            |
|  | - Élargissement de l'Europe. - L'avers représente le profil du roi Juan Carlos I, avec la mention JUAN CARLOS I REY DE ESPAÑA et le millésime 2004. - Sur le revers, la carte de l'Europe, avec le nom des 10 nations qui ont joint l'Union européenne : ESTONIA LETONIA POLONIA HUNGRÍA REPÚBLICA CHECA LITUANIA ESLOVAQUIA ESLOVENIA MALTA CHIPRE et la valeur faciale, 10 EURO. - Auteur de la pièce : - Tirage : 50 000 exemplaires - Émission selon la loi ECO/41/2004 dans le Bulletin Officiel de l'État du 8 janvier 2004. |
|  | - Centenaire de la naissance du peintre Salvador Dalí. - L'avers représente le profil de Salvador Dalí avec les légendes ESPAÑA - DALI - 2004. - Sur le revers, une interprétation de la peinture Léda Atomica (1949), la marque de la monnaie espagnole et la valeur faciale, 10 EURO. - Auteur de la pièce : - Tirage : 25 000 exemplaires - Émission selon la loi ECO/3418/2003 dans le Bulletin Officiel de l'État du 26 novembre 2003. |
|  | - Centenaire de la naissance du peintre Salvador Dalí. - L'avers représente le profil de Salvador Dalí avec les légendes ESPAÑA - DALI - 2004. - Sur le revers, une interprétation de la peinture Le Grand masturbateur (1929)la marque de la monnaie espagnole et la valeur faciale, 10 EURO. - Auteur de la pièce : - Tirage : 25 000 exemplaires - Émission selon la loi ECO/3418/2003 dans le Bulletin Officiel de l'État du 26 novembre 2003. |
|  | - Centenaire de la naissance du peintre Salvador Dalí. - L'avers représente le profil de Salvador Dalí avec les légendes ESPAÑA - DALI - 2004. - Sur le revers, une interprétation de la peinture Autoportrait au bacon frit (1941) la marque de la monnaie espagnole et la valeur faciale, 10 EURO. - Auteur de la pièce : - Tirage : 25 000 exemplaires - Émission selon la loi ECO/3418/2003 dans le Bulletin Officiel de l'État du 26 novembre 2003. |
|  | - Mariage de son altesse royale le Prince des Asturies Felipe de Borbón y Grecia et Letizia Ortiz Rocasolano (22 mai 2004). - L'avers représente les profils des souverains d'Espagne avec les mentions JUAN CARLOS I Y SOFÍA et ESPAÑA 2004. - Sur le revers, un portrait des deux jeunes mariés, les armes d'Espagne, la légende FELIPE Y LETIZIA - 22-V-2004 et la valeur faciale, 10 EURO. - Auteur de la pièce : - Tirage : 100 000 exemplaires - Émission selon la loi ECO/636/2004 dans le Bulletin Officiel de l'État du 4 mars 2004.                                                                                         |

### Pièces de 10 euros de 2005
|  | - 25e anniversaire du Prix Prince des Asturies - À l'avers, l'effigie du prince des Asturies, Felipe, avec la mention XXV ANIVERSARIO, PREMIOS PRÍNCIPE DE ASTURIAS et le millésime 2005. - Sur le revers, la façade du théâtre Campoamor, d'Oviedo, le pays ESPAÑA et la valeur faciale 10 EURO. - auteur du revers : - Tirage autorisé : 20 000 exemplaires - Émission selon la loi ECO/3167/2005 dans le Bulletin Officiel de l'État du 6 octobre 2005. - voir également la brochure émise par la Real Casa de la Moneda.             |
|  | - 400 ans de la publication de Don Quichotte. - L'avers représente Don Quichotte assis lisant avec la légende ESPAÑA 2005 , IV CENTENARIO DE LA PRIMERA EDICIÓN DE "EL QUIJOTE". - Sur le revers, une interprétation du chapitre VIII de l'œuvre : Don Quichotte à cheval luttant contre les moulins à vent, le texte LA AVENTURA DE LOS MOLINOS DE VIENTO et la valeur faciale de 10 EURO. - auteur du revers : - Tirage autorisé : - Émission selon la loi EHA/257/2005 dans le Bulletin Officiel de l'État du 3 février 2005          |
|  | - 400 ans de la publication de Don Quichotte. - L'avers représente Don Quichotte assis lisant avec la légende ESPAÑA 2005 , IV CENTENARIO DE LA PRIMERA EDICIÓN DE "EL QUIJOTE". - Sur le revers, une interprétation du chapitre XXXV de l'œuvre : Don Quichotte se battant contre une outre de vin, le texte BATALLA CON UNOS CUEROS DE VINO et la valeur faciale de 10 EURO. - auteur du revers : - Tirage autorisé : - Émission selon la loi EHA/257/2005 dans le Bulletin Officiel de l'État du 3 février 2005                       |
|  | - 400 ans de la publication de Don Quichotte. - L'avers représente Don Quichotte assis lisant avec la légende ESPAÑA 2005 , IV CENTENARIO DE LA PRIMERA EDICIÓN DE "EL QUIJOTE". - Sur le revers, une interprétation du chapitre XLI de l'œuvre : Don Quichotte et Sancho sur un cheval de bois, le texte LA VENIDA DE CLAVILEÑO CON EL FIN DESTA DILATADA AVENTURA et la valeur faciale de 10 EURO. - auteur du revers : - Tirage autorisé : - Émission selon la loi EHA/257/2005 dans le Bulletin Officiel de l'État du 3 février 2005 |
|  | - Set Paix et Liberté en collaboration avec d'autres pays européens - À l'avers, l'effigie du roi d'Espagne, avec la mention JUAN CARLOS I REY DE ESPAÑA et le millésime 2005. - Sur le revers, une poignée de main sur une carte de l'Union européenne, le texte PAZ Y LIBERTAD et la valeur faciale de 10 EURO. - auteur du revers : - Tirage autorisé : - Émission selon la loi EHA/628/2005 dans le Bulletin Officiel de l'État du 8 mars 2005                                                                                       |
|  | - XXes Jeux olympiques d'hiver 2006 à Turin - À l'avers, l'effigie du roi d'Espagne, avec la mention JUAN CARLOS I REY DE ESPAÑA et le millésime 2005. - Sur le revers, un skieur en slalom, le texte JUEGOS OLÍMPICOS DE INVIERNO, l'année 2006 et la valeur faciale de 10 EURO. - auteur du revers : - Tirage autorisé : 25 000 pièces - Émission selon la loi EHA/629/2005 dans le Bulletin Officiel de l'État du 8 mars 2005 |

### Pièces de 10 euros de 2006
|  | - 20e anniversaire de l'accession de l'Espagne et du Portugal à la Communauté économique européenne (CEE) - À l'avers, l'effigie du roi d'Espagne, avec la mention JUAN CARLOS I REY DE ESPAÑA et le millésime 2006. - Sur le revers, dans la partie inférieure, un pont avec le texte ESPAÑA-PORTUGAL devant une carte de l'Europe. Autour de la pièce, la légende ADHESIÓN A LAS COMUNIDADES EUROPEAS, les années 1986 et 2006 et enfin la valeur faciale de la pièce 10 EURO - auteur du revers : - Tirage autorisé : 12 000 exemplaires - Émission selon la loi EHA/3784/2005 dans le Bulletin Officiel de l'État du 29 novembre 2005. - voir également la brochure émise par la Real Casa de la Moneda à l'occasion de cet anniversaire. |
|  | - En hommage à l'empereur Charles Quint - À l'avers, l'effigie du roi d'Espagne, avec la mention JUAN CARLOS I REY DE ESPAÑA et le millésime 2006. - Sur le revers, l'empereur avec le texte CAROLVS IMPERATOR et la valeur faciale de la pièce 10 EURO - auteur du revers : - Tirage autorisé : 35 000 exemplaires - Émission selon la loi EHA/961/2006 dans le Bulletin Officiel de l'État du 28 mars 2006. |
| - Série de 3 pièces de 10 euros 2006 : À l'occasion des 500 ans de la mort de Christophe Colomb |            |                  |  |  |  |
| |            |                  |  |  |  |
| * La Niña | * La Pinta | * La Santa Maria |  |  |  |
| - Sur l'avers, une reproduction d'une peinture de Christophe Colomb par le peintre espagnol Valeriano Domínguez Bécquer conservée au monastère de Santa María de la Rábida, la mention ESPAÑA et le millésime 2006 - Sur le revers, une reproduction de l'image de chacun des trois navires, avec les mentions CRISTOBAL COLON et LA NIÑA (ou LA PINTA ou LA SANTA MARIA), les dates 1506 - 2006 et la valeur faciale 10 EURO - auteur du revers : - Tirage autorisé : 12 000 exemplaires de chaque pièce - Émission selon la loi EHA/1499/2006 dans le Bulletin Officiel de l'État du 5 mai 2006. |            |                  |  |  |  |

## Pièces de 12 euros
|  | - 2002 - Présidence espagnole du Conseil de l'Union européenne - L'avers représente les profils des souverains d'Espagne avec les mentions JUAN CARLOS I Y SOFÍA et 2002. - Sur le revers, le symbole de la présidence de l'UE, la légende PRESIDENCIA DE LA UNIÓN EUROPEA - ESPAÑA et la valeur faciale de 12 EURO. - auteur du revers : - Tirage : - Émission selon la loi ECO/84/2002 dans le Bulletin Officiel de l'État du 10 janvier 2002 |
|  | - 2003 - 25e anniversaire de la constitution espagnole (6 décembre 1978). - L'avers représente les profils des souverains d'Espagne avec les mentions JUAN CARLOS I Y SOFÍA et 2003. - Sur le revers, les armes de l'Espagne, la légende XXV Aniversario de la Constitución Española et les dates 1978 et 2003 et la valeur faciale de 12 EURO. - auteur du revers : - Tirage : - Émission selon la loi ECO/320/2003 dans le Bulletin Officiel de l'État du 10 février 2003 |
|  | - 2004 - Mariage de son altesse royale le Prince des Asturies Felipe de Borbón y Grecia avec Letizia Ortiz Rocasolano (22 mai 2004). - L'avers représente les profils des souverains d'Espagne avec les mentions JUAN CARLOS I Y SOFÍA et ESPAÑA 2004. - Sur le revers, le portrait des deux mariés, les légendes FELIPE Y LETIZIA, la date 22-V-2004 et la valeur faciale de 12 EURO. - auteur du revers : - Tirage : 4 000 000 exemplaires - Émission selon la loi ECO/637/2004 dans le Bulletin Officiel de l'État du 4 mars 2004 |
|  | - 2004 - 500 ans de la naissance d'Isabelle Ire de Castille ou Isabelle la catholique. - L'avers représente les profils des souverains d'Espagne avec les mentions JUAN CARLOS I Y SOFÍA et ESPAÑA 2004. - Sur le revers, un buste de profil d'Isabelle de Castille avec son monogramme, un Y couronné, la légende ISABEL I DE CASTILLA et 1451-1504 et la valeur faciale de 12 EURO. - auteur du revers : - Tirage : - Émission selon la loi ECO/3616/2003 dans le Bulletin Officiel de l'État du 19 décembre 2003 |
|  | - 2005 - 500 ans de la mort de Christophe Colomb. - L'avers représente les profils des souverains d'Espagne avec les mentions JUAN CARLOS I Y SOFÍA et ESPAÑA 2006. - Sur le revers, le portrait de Christophe Colomb devant un globe terrestre avec les trois vaisseaux et la légende CRISTÓBAL CÓLÓN, les dates 1506-2006 et la valeur faciale de 12 EURO. - auteur du revers : - Tirage : 4 000 000 pièces - Émission selon la loi EHA/429/2006 dans le Bulletin Officiel de l'État du 2 février 2006 |

## Pièces de 20 euros
|  | - 2007 - Année de l'Espagne en Chine - L'avers représente le blason national de l'Espagne avec les mentions JUAN CARLOS I REY DE ESPAÑA, AÑO DE ESPAÑA EN CHINA et 2007. - Sur le revers une ancienne monnaie espagnole, et la valeur faciale de 20 EURO. - auteur du revers : - Tirage : 15 000 exemplaires - Émission selon la EHA/1753/2007 dans le Bulletin Officiel de l'État du 11 june 2007 |
|  | - 2008 - Anciennes monnaies - L'avers représente une ancienne monnaie romaine d'Espagne avec la valeur faciale de 20 EURO et le date 2008. - Sur le revers une ancienne monnaie romaine. - auteur du revers : - Tirage : 12 000 exemplaires - Émission selon la EHA/3724/2008 dans le Bulletin Officiel de l'État du 11 septembre 2008 |

## Pièces de 50 euros
|  | - Année internationale – l'architecte Antoni Gaudí i Cornet. - Le buste d'Antoni Gaudi est représenté sur l'avers, avec les mentions AÑO INTERNACIONAL, GAUDÍ et ESPAÑA. - le Sagrada Família sur le revers avec les textes SAGRADA FAMILIA et la valeur faciale 50 EURO ainsi que la marque de la monnaie espagnole et le logo de l'année internationale Gaudi. - auteur de l'avers et du revers : Begoña Castellanos - Tirage : 8 000 exemplaires - Émission selon la loi ECO/932/2002 dans le Bulletin Officiel de l'État du 17 avril 2002. |
|  | - Premier anniversaire de l'euro. - L'avers représente les profils des souverains d'Espagne avec la mention JUAN CARLOS I Y SOFÍA et le millésime 2003. - Sur le revers, le blason constitutionnel de l'Espagne, entouré d'une variété de styles architecturaux repris des billets en euro et la valeur faciale 50 EURO. - Auteur de la pièce : - Tirage autorisé : 50 000 exemplaires - Émission selon la loi ECO/319/2003 dans le Bulletin Officiel de l'État du 10 février 2003. |
|  | - 500 ans de la naissance d'Isabelle Ire de Castille ou Isabelle la Catholique. - L'avers représente un portrait de la reine Isabelle de Castille devant le château de La Mota, les légendes ISABEL I DE CASTILLA 1451-1504, CASTILLO DE LA MOTA et ESPAÑA. - Le revers représente un fragment de la bataille de Grenade de Francisco Pradilla Ortiz, la légende RENDICIÓN DE GRANADA et la valeur faciale de 50 EURO. - Auteur de la pièce : - Tirage : 8 000 exemplaires - Émission selon la loi EHA/3233/2004 dans le Bulletin Officiel de l'État du 30 septembre 2004. |
|  | - Centenaire de la naissance du peintre Salvador Dalí. - Sur l'avers figure une version de la peinture Une seconde avant le réveil (1944), avec les textes ESPAÑA, DALI et le millésime 2004 - Sur le revers, une représentation du Rhinocéros de Phidias’s Ilisos (1954) et la valeur faciale, 50 EURO. De plus, au revers, se trouve une partie amovible en or représentant l'horloge de l'Autoportrait au bacon frit (1941) - Auteur de la pièce : - Tirage : 25 000 exemplaires - Émission selon la loi ECO/3418/2003 dans le Bulletin Officiel de l'État du 26 novembre 2003. - Cette pièce a été primée comme pièce la plus techniquement avancée par les directeurs des monnaies en 2004. |
|  | - Cinquième centenaire de la mort de Christophe Colomb. - L'avers de la pièce montre Christophe Colomb débarquant en Amérique en 1492 et prenant possession des terres au nom des rois catholiques, avec la mention ESPAÑA et le millésime 2006. - Sur le revers, Christophe Colomb est debout sur la carte d'Amérique centrale, dans un médaillon, la tête des deux souverains catholiques, Isabelle de Castille et de Ferdinand II d'Aragon avec les mentions CRISTÓBAL COLÓN, les dates 1506-2006, la valeur faciale 50 EURO et le poinçon Mde la Real Casa de la Moneda. - Émission selon la loi ECO/1499/2006 dans le Bulletin Officiel de l'État du 5 mai 2006. |

## Pièces de 100 euros
|  | - Coupe du monde de football de 2006 en Allemagne. - L'avers représente le profil du roi Juan Carlos I, avec la mention JUAN CARLOS I REY DE ESPAÑA et le millésime 2003. - Sur le revers, un joueur de football avec un ballon, la légende COPA MUNDIAL DE LA FIFA - ALEMANIA 2006 et la valeur faciale, 100 EURO. - Auteur de la pièce : - Tirage autorisé : 25 000 exemplaires - Émission selon la loi ECO/3417/2003 dans le Bulletin Officiel de l'État du 26 novembre 2003.                          |
|  | - Coupe du monde de football de 2006 en Allemagne, deuxième émission. - L'avers représente le profil du roi Juan Carlos I, avec la mention JUAN CARLOS I REY DE ESPAÑA et le millésime 2004. - Le revers représente un gardien arrêtant un ballon avec la légende COPA MUNDIAL DE LA FIFA - ALEMANIA - 2006 et la valeur faciale, 100 EURO. - Auteur de la pièce : - Tirage autorisé : 25 000 exemplaires - Émission selon la loi EHA/3232/2004 dans le Bulletin Officiel de l'État du 30 septembre 2004. |

## Pièces de 200 euros
|  | - Coupe du monde de football de 2002 au Japon et en Corée du Sud (31 mai au 30 juin 2002). - À l'avers, deux joueurs se disputant un ballon dans une lettre G et les mentions MUNDIAL DE FÚTBOL 2002 et ESPAÑA avec le logo de la Fédération espagnole de Football. - Sur le revers, un soulier de football devant un but, la valeur faciale 200 EURO et la marque de la monnaie espagnole. - auteur de l'avers et du revers : Luis José Diaz - Tirage : 4 000 exemplaires - Émission selon la loi ECO/935/2002 dans le Bulletin Officiel de l'État du 17 avril 2002. |
|  | - 25e anniversaire de la constitution espagnole (6 décembre 1978). - L'avers représente les profils des souverains d'Espagne avec la mention JUAN CARLOS I Y SOFÍA et le millésime 2003. - Sur le revers, figure une partie du fronton du Palais des Congrès avec la mention CONSTITUCIÓN ESPAÑOLA, les dates 1978 et 2003 et la valeur faciale, 200 EURO. - Auteur de la pièce : - Tirage autorisé : 4 000 exemplaires - Émission selon la loi ECO/2651/2003 dans le Bulletin Officiel de l'État du 24 septembre 2003. |
|  | - Premier anniversaire de l'euro. - L'avers représente les profils des souverains d'Espagne avec la mention JUAN CARLOS I Y SOFÍA et le millésime 2003. - Sur le revers, l'enlèvement d'Europe par un taureau et la valeur faciale 200 EURO. - Auteur de la pièce : - Tirage autorisé : 20 000 exemplaires - Émission selon la loi ECO/319/2003 dans le Bulletin Officiel de l'État du 10 février 2003. |
|  | - 500 ans de la naissance d'Isabelle Ire de Castille ou Isabelle la Catholique. - L'avers représente une pièce de monnaie frappée pendant le règne des souverains catholiques, le 4 excellentes. un portrait de la reine Isabelle de Castille avec la mention ISABEL I DE CASTILLA et le dates 1451-1504. - Le revers représente les armes de la cité de Grenade situées sur le bâtiment de La Lonja dans la chapelle royale de Grenade, la légende ESPAÑA, le millésime 2004 et la valeur faciale de 200 EURO. - Auteur de la pièce : - Tirage : 5 000 exemplaires - Émission selon la loi EHA/3233/2004 dans le Bulletin Officiel de l'État du 30 septembre 2004. |
|  | - Elargissement de l'Europe. - L'avers représente le profil du roi Juan Carlos I, avec la mention JUAN CARLOS I REY DE ESPAÑA et le millésime 2004. - Sur le revers, la carte de l'Europe, avec le nom des 10 nations qui ont joint l'Union européenne : ESTONIA LETONIA POLONIA HUNGRÍA REPÚBLICA CHECA LITUANIA ESLOVAQUIA ESLOVENIA MALTA CHIPRE et la valeur faciale, 200 EURO. - Auteur de la pièce : - Tirage : 5 000 exemplaires - Émission selon la loi ECO/41/2004 dans le Bulletin Officiel de l'État du 8 janvier 2004. |
|  | - Mariage de son altesse royale le Prince des Asturies Felipe de Borbón y Grecia et Letizia Ortiz Rocasolano (22 mai 2004). - L'avers représente les profils des souverains d'Espagne avec les mentions JUAN CARLOS I Y SOFÍA et ESPAÑA 2004. - Sur le revers, un portrait des deux jeunes mariés, les armes d'Espagne, la légende FELIPE Y LETIZIA - 22-V-2004 et la valeur faciale, 200 EURO. - Auteur de la pièce : - Tirage : 30 000 exemplaires - Émission selon la loi ECO/636/2004 dans le Bulletin Officiel de l'État du 4 mars 2004. |
|  | - En hommage à l'empereur Charles Quint, - L'avers représente le profil du roi Juan Carlos I, avec la mention JUAN CARLOS I REY DE ESPAÑA et le millésime 2006. - Sur le revers, l'empereur Charles Quint, la légende CAROLVS IMPERATOR et la valeur faciale, 200 EURO. - Auteur de la pièce : - Tirage : 3 500 exemplaires - Émission selon la loi EHA/961/2006 dans le Bulletin Officiel de l'État du 28 mars 2006. |

## Pièces de 300 euros
|  | - Coupe du monde de football de 2006 en Allemagne. - L'avers représente un joueur de football shootant la balle dans le but avec les légendes COPA MUNDIAL DE LA FIFA - ALEMANIA 2006. - Sur le revers, un joueur de football avec un balle, la légende ESPAÑA, le millésime 2005 et la valeur faciale, 300 EURO. - Auteur de la pièce : - Tirage autorisé : 8 000 exemplaires - Émission selon la loi EHA/3166/2005 dans le Bulletin Officiel de l'État du 6 octobre 2005. |
|  | - Champions du monde de basket-ball en Japon. - L'avers représente un ballon de basket-ball avec les légendes CAMPEONES DEL MUNDO DE BALONCESTO - JAPON 2006. - Sur le revers, un joueur de basket-ball avec un balle, la légende ESPAÑA, le millésime 2006 et la valeur faciale, 300 EURO. - Auteur de la pièce : - Tirage autorisé : 2 000 exemplaires - Émission selon la loi EHA/3705/2006 dans le Bulletin Officiel de l'État du 29 novembre 2006. |

## Pièces de 400 euros
|  | - Année internationale – l'architecte Antoni Gaudí i Cornet. - Le buste d'Antoni Gaudi est représenté sur l'avers, avec les mentions AÑO INTERNACIONAL, GAUDÍ et ESPAÑA. - le casa Batlló sur le revers avec les textes CASA BATLLÓ et la valeur faciale 400 EURO ainsi que la marque de la monnaie espagnole et le logo de l'année internationale Gaudi. - auteur de l'avers et du revers : Begoña Castellanos - Tirage : 3 000 exemplaires - Émission selon la loi ECO/932/2002 dans le Bulletin Officiel de l'État du 17 avril 2002. |
|  | - Centenaire de la naissance du peintre Salvador Dalí. - Sur l'avers figure le portrait de Salvador Dalí avec les textes ESPAÑA, DALI et le millésime 2004 - Sur le revers, une représentation de la peinture Personnage à la fenêtre (1925) et la valeur faciale, 400 EURO. - Auteur de la pièce : - Tirage : 5 000 exemplaires - Émission selon la loi ECO/3418/2003 dans le Bulletin Officiel de l'État du 26 novembre 2003. |
|  | - Cinquième centenaire de la mort de Christophe Colomb - Sur l'avers, l'effigie de Christophe Colomb avec un astrolabe, la mention ESPAÑA et le millésime 2006. - Le revers représente la scène où Christophe Colomb présente son projet aux deux souverains catholiques, Isabelle de Castille et de Ferdinand II d'Aragon, les mentions CRISTÓBAL COLÓN, les dates 1506-2006, la valeur faciale 400 EURO et le poinçon de la Real Casa de la Moneda, un M couronné. - Émission selon la loi ECO/1499/2006 dans le Bulletin Officiel de l'État du 5 mai 2006. |

## Émissions conjointes avec d'autres pays

### Séries ibero-américaines -Rencontre de deux mondes
À l'occasion du cinq centième anniversaire de la découverte de l'Amérique, les pays ibéro-américains ont décidé d'émettre régulièrement des séries de pièces commémoratives. Il s'agit des pays suivants : Argentine, Cuba, Équateur, Espagne, Guatemala, Mexique, Nicaragua, Paraguay, Pérou et Portugal.
- Série I - loi du 17 mai 1991,

- Série II - loi du 17 mars 1994,

- Série III - loi du 16 juillet 1997,

- Série IV - loi du 28 septembre 2000,

- série V - loi du 25 novembre 2002 - thème : la navigation

C'est la première série avec édition de pièces en euro pour l'Espagne
|  | - La pièce espagnole du set est une pièce de 10 euros - L'avers est basé sur une œuvre de l'artiste José Espinós Gisbert (1877-1956), représentant un gallion du XVIe siècle, motif principale de la pièce de 25 centimes de 1925, avec la légende ENCUENTRO DE DOS MUNDOS et le millésime 2002. - Sur le revers, dans la partie centrale, les armes de l'Espagne aves la mention JUAN CARLOS I REY DE ESPAÑA et la valeur faciale, 10 EURO. Tout autour de ce thème central, les armes des 10 pays, par ordre alphabétique dans le sens des aiguilles d'une montre. - Tirage autorisé : 12 000 sets - Émission selon la loi ECO/3058/2002 dans le Bulletin Officiel de l'État du 25 novembre 2002. |
- série VI - loi du jj mmm 2005 - thème : architecture et bâtiments

|  | - La pièce espagnole du set est une pièce de 10 euros - L'avers représente une des façades des archives des Indes, le centre de documentation de l'administration espagnole au Nouveau Monde et le monogramme de la monnaie espagnole avec les légendes ENCUENTRO DE DOS MUNDOS , ARCHIVO DE INDIAS et le millésime 2005. - Sur le revers, dans la partie centrale, les armes de l'Espagne aves la mention JUAN CARLOS I REY DE ESPAÑA et la valeur faciale, 10 EURO. Tout autour de ce thème central, les armes des 10 pays, par ordre alphabétique dans le sens des aiguilles d'une montre. - Tirage autorisé : 12 000 sets - Émission selon la loi ECO/- - - -/2005] dans le Bulletin Officiel de l'État du jj mmm 2005. |